# Tjursbergssjön
Tjursbergssjön är en sjö i Skara kommun i Västergötland och ingår i Göta älvs huvudavrinningsområde. Tjursbergssjön ligger i Ökull-Borregården Natura 2000-område. Den 4 kilometer långa Vandringsled Ökull passerar sjön.